# Julian Le Grand
Pour les articles homonymes, voir Le Grand.
Julian Le Grand est professeur de politique sociale à la London School of Economics depuis 1993. Il a été conseiller de l'ancien Premier ministre britannique Tony Blair de 2003 à 2005. Il est l'un des principaux architectes des réformes entreprises par le gouvernement britannique pour mettre en place des quasi-marchés, qui visent à améliorer l'efficacité et la qualité des secteurs de l'éducation et de la santé par l'introduction du choix et de la concurrence. Il est également à l'origine du développement du Child Trust Fund. Le magazine Prospect l'a cité en 2004 dans une liste des 100 principaux intellectuels britanniques.

## Œuvres
- The Economics of Social Problems, avec R. Robinson, Houndmills, Macmillan, 1976 (rééditions en 1984, 1992 et 2008)
- The Strategy of Equality: Redistribution and the Social Services, Londres, Allen and Unwin, 1982
- Not Only the Poor: The Middle Classes and the Welfare State, avec R. Goodin et al., Londres, Allen and Unwin, 1988
- Equity and Choice: An Essay in Economics and Applied Philosophy, Londres, Harper Collins, 1991
- Rationing in the NHS: Principles and Pragmatism, avec B. New, London, Kings Fund, 1996
- Motivation, Agency and Public Policy: Of Knights and Knaves, Pawns and Queens, Oxford, Oxford University Press, 2003
- The Other Invisible Hand: Delivering Public Services Through Choice and Competition, Princeton University Press, 2007
- The Economics of Social Problems, Palgrave Macmillan, 2008